# Ruth Stolz
Ruth Stolz (geboren am 25. März 1904 in Hamburg; gestorben am 8. Juli 1981 in Berlin) war eine deutsche Kommunistin und Editorin.

## Leben
Ruth Stolz studierte Zahnmedizin. 1929 trat sie der KPD bei. Sie war Sekretärin in der KPD-Bezirksleitung Wasserkante. Nach der Machtergreifung durch die Nationalsozialisten arbeitete sie von 1933 bis 1935 im antifaschistischen Widerstand. 1935 emigrierte sie nach Frankreich und dann in die UdSSR. Dort wirkte sie von 1935 bis 1941 für die Kommunistische Internationale, im Verlag für fremdsprachige Literatur und in der Redaktion der Zeitung „Neue Zeit“, Moskau. Nach dem Überfall des NS-Regimes auf die UdSSR trat sie 1943 als einfacher Rotarmist in die Rote Armee ein und nahm am Deutsch-Sowjetischen Krieg bis zur Befreiung Berlins 1945 teil, an der sie bereits als Hauptmann und Politoffizier teilnahm.
Seit 1950 bemühte sie sich um Rückkehr nach Deutschland. Ludwig Rubiner befürwortete ihren Antrag. Im Januar 1954 fasste das Sekretariat der SED den Beschluss: Rückberufung der Genossin Ruth Stolz aus der Sowjetunion.
Ab 1954 arbeitete sie in der Lenin-Abteilung und in der Marx-Engels-Abteilung des Instituts für Marxismus-Leninismus beim ZK der SED in Berlin an der Ausgabe der Marx-Engels-Werke mit. Über ihre Arbeit bei der Edition der Werkausgabe von Karl Marx und Friedrich Engels berichtete sie 1977 auf einer Tagung ihres Instituts. 1972 trat sie in den Ruhestand.
Zum 65. und zum 75. Geburtstag gratulierte das ZK der SED der Genossin Ruth Stolz. 1969 erschien von ihr die erste Auswahl der Schriften von Paul Lafargue in deutscher Sprache. Von 1972 bis 1981 war sie ehrenamtlich in der Zentralleitung des Komitees der Antifaschistischen Widerstandskämpfer der DDR tätig. 1981 wurde Ruth Stolz auf dem Zentralfriedhof Friedrichsfelde beigesetzt. Auf ihrem Grabstein steht nur: „Ruth Stolz 25. 3. 1904 – 8. 7. 1981“.

## Ehrungen

### UdSSR
- Orden des Vaterländischen Krieges 2. Stufe[7][8]
- Ruhmesorden 1. Stufe
- Medaille „Für die Einnahme Berlins“
- Medaille „Für die Einnahme Wiens“
- Medaille „Für die Befreiung Prags“
- Medaille „30 Jahre Sowjetarmee und Flotte“

### DDR
- Vaterländischer Verdienstorden in Gold[9]
- Orden Banner der Arbeit

## Werke
- Einer der Begabtesten und Gründlichsten – zum 125. Geburtstag von Paul Lafargue. In: Beiträge zur Geschichte der Arbeiterbewegung. Berlin 1967, Heft 1, S. 125–132.
- Karl Marx. Wie ich meinen Schwiegersohn erzog. Zusammengestellt und eingeleitet. Dietz Verlag, Berlin 1969.
- Tagebuch der Pariser Kommune. Karl Marx Friedrich Engels. Zusammengestellt und eingeleitet von Erich Kundel, Hans-Dieter Kruse, Ruth Stolz, Evelin Barth. Dietz Verlag, Berlin 1971.
- Gedanken zur Arbeit an den „blauen Bänden“. In: Beiträge zur Geschichte der Marx/Engels-Forschung und -Edition in der Sowjetunion und der DDR. Protokoll der Tagung des Wissenschaftlichen Rates für die Marx/Engels-Forschung der DDR am 15. September 1977. Dietz Verlag, Berlin 1978, S. 92–96.

### Marx-Engels-Werke
- „Marx-Engels-Werke.“ Band 9.[10] Dietz Verlag, Berlin 1960.
- Marx-Engels-Werke. Band 14.[11] Dietz Verlag, Berlin 1961.
- Marx-Engels-Werke. Band 17.[12] Dietz Verlag, Berlin 1962.
- Marx-Engels-Werke. Band 28.[13] Dietz Verlag, Berlin 1963.
- Marx-Engels-Werke. Band 31.[14] Dietz Verlag, Berlin 1965.
- Marx-Engels-Werke. Band 36.[15] Dietz Verlag, Berlin 1967.
- Marx-Engels-Werke. Band 39.[16] Dietz Verlag, Berlin 1968.